# Buenos Aires Unidos
O Buenos Aires Unidos é um time argentino de voleibol masculino da cidade de Mar del Plata, província de Buenos Aires. Atualmente disputa o Campeonato Argentino de Voleibol Masculino.

## Histórico
O Buenos Aires Unidos foi fundado em meados de 2010 a partir da fusão entre o Club Atlético Once Unidos e o Mar Chiquita Voley Club. Já em sua primeira temporada a equipe fez uma boa primeira fase, terminando na primeira colocação. Nas semifinais, foi eliminada pelo Bolívar, perdendo a série melhor-de-cinco por 3 a 2. Na temporada seguinte não obteve tanto êxito, terminando na quarta colocação na fase classificatória e sendo eliminado nas quartas-de-final pelo Boca Juniors.

## Resultados nas principais competições

### Títulos conquistados
- Torneio Súper 8: 2011

## Elenco
Integrantes do Buenos Aires Unidos para a disputa da Liga A1 2012/2013: 